# ترانه‌های بیلی‌تیس
ترانه‌های بیلی‌تیس (به فرانسوی: Les Chansons de Bilitis) نام مجموعه‌ای از اشعار عشق شهوانی، اساساً همجنس‌گرایی زنانه است که توسط پیر لوئیس، نویسندهٔ و شاعر اهل فرانسه سروده شده‌است.